# Leopold Krottendorfer
Leopold Krottendorfer (* 25. Oktober 1913 in Röschitz; † 15. April 1987 in Horn) war ein österreichischer Politiker (ÖVP) und Landwirt.

## Leben
Krottendorfer besuchte nach der Volksschule eine Hauptschule und setzte seine Ausbildung in der Folge an der Berufsschule fort. Er war beruflich als Landwirt tätig, wobei er 1934 den elterlichen Hof in Röschitz übernahm.
Er war in der Landwirtschaftskammer aktiv und hatte die Funktion des Bezirksbauernkammerobmanns von Eggenburg inne.

## Politik
Am 13. November 1939 beantragte er die Aufnahme in die NSDAP und wurde zum 1. Januar 1940 aufgenommen (Mitgliedsnummer 8.505.362).
Krottendorfer war Bürgermeister von Röschitz.
Krottendorfer war innerparteilich Hauptbezirksparteiobmann der ÖVP im Bezirk Horn und vertrat die Österreichische Volkspartei zwischen dem 14. Dezember 1962 und dem 31. März 1970 im Nationalrat.